# Булонский лес
Було́нский лес (фр. le bois de Boulogne) — городской парк в Париже. Занимает площадь 8,5 км², находится в XVI округе между пригородами Булонь-Бийанкур и Нёйи-сюр-Сен.

## Описание
Булонский лес — так называемое «лёгкое» французской столицы (второе «лёгкое» — Венсенский лес на востоке города). Он в 2,5 раза больше Центрального парка в Нью-Йорке, в 3,3 раза больше Гайд-парка с Кенсингтонскими садами в Лондоне. Находится на территории старинного леса Руврэ; посредине леса обустроен парк Багатель.
В северной части Булонского леса находятся акклиматизационный сад и детский парк аттракционов со зверинцем, в юго-восточной — оранжерейный сад и сад Прэ-Кателан.
Лес также известен проститутками, в том числе и трансгендерными проститутками, работающими в вечернее и ночное время.

## История
Булонский лес возник из остатков древнего дубового леса Руврэ (Bois de Rouvray) в черте коммуны Компьень, впервые упомянутого ещё в 717 году. Хильдерик II подарил землю влиятельному аббатству Сен-Дёни, основавшему несколько монастырей, однако Филипп II Август выкупил у монахов большую часть земель для охоты. В 1256 г. Изабелла, дочь Людовика Святого, заложила Лоншан (Longchamp).
В 1929 году лес официально стал считаться частью 16 округа Парижа.

### Происхождение названия
В 1308 году Филипп Красивый после паломничества в Булонь-сюр-Мер (Булонь-на-море) приказал построить в припарижском лесу церковь Булонской Богоматери. Так получили свои названия Булонь-сюр-Сен (Boulogne-sur-Seine, Булонь-на-Сене) и Булонский лес.
Во время Столетней войны лес стал пристанищем воров. В 1416—1417 войска герцога Бургундии сожгли часть леса. При Людовике XI лес был заново насаждён, сквозь него теперь проходили две дороги.
После того, как при Франциске I был достроен Булонский замок короля, лес стал всё чаще использоваться для проведения празднеств. Места для охоты были огорожены. Генрих Наваррский посадил здесь 15 000 тутовых деревьев с идеей основать местную шёлковую мануфактуру.
В начале XVIII века Булонский лес стал излюбленным местом прогулок парижской знати. Людовик XVI сделал этот лес публичным парком, открыв его для всех.
При Наполеоне III в 1852—1858 гг. план леса полностью пересмотрен: проложены аллеи, общей длиной 80 км, вырыты озёра и речки, посажены 400 000 деревьев.

## Булонский лес в цифрах
- 30 км всех дорог и дорожек.
- 14 км пешеходных троп.
- 14 км велосипедных дорожек.
- 28 км дорожка для верховой езды.
- 2,5 км для занятий бегом.
- 10 ресторанов, 8 буфетов.
- 56 % всех деревьев — дубы, 11 % — акации, 10 % — сосны.

## Фотогалерея
- Парк Багатель
- Розарий парка Багатель
- Теплицы в оранжерейном саду
- Скульптура «Единение человека с Природой и Любовью»
- Большой водный каскад
- Памятник первому полёту на монгольфьере